# Haemorrhage
Haemorrhage (v českém překladu krvácení) je španělská goregrindová kapela založená v roce 1990 ve městě Madrid pod původním názvem Devourment. Díky orientaci kapely na nemocniční témata se Haemorrhage někdy přezdívá španělští Carcass.
První studiové album s názvem Emetic Cult bylo vydáno v roce 1995.

## Diskografie

### Dema
- Grotesque Embryopathology (1992)
- Scapel, Scissors and Other Forensic Instruments (1996)

### Studiová alba
- Emetic Cult (1995)
- Grume (1997)[1]
- Anatomical Inferno (1998)[1]
- Morgue Sweet Home (2002)[1]
- Apology for Pathology (2006)
- Hospital Carnage (2011)[1]
- We are the Gore (2017)

### EP
- Loathesongs (2000)
- Grindcore (2012)
- Punk Carnage (2012)
- Obnoxious (2014)

### Kompilace
- Scalpel, Scissors... and Other Forensic Instruments (2000)
- Haematology: The Singles Collection (2007)

### Live alba
- The Kill Sessions (2007)
- Live Carnage: Feasting on Maryland (2013)

+ mnoho split nahrávek